# Caggiano
Caggiano är en ort och kommun i provinsen Salerno i regionen Kampanien i Italien. Kommunen hade 2 676 invånare (2017).